# Imgonnagetyouback
«Imgonnagetyouback» — песня американской певицы и автора-исполнителя Тейлор Свифт.
Написанная и спродюсированная ею и Джеком Антоноффом, она была выпущена 19 апреля 2024 года на лейбле Republic Records в качестве восемнадцатого трека её двойного издания одиннадцатого студийного альбома The Tortured Poets Department с подзаголовком The Anthology (2024). Благодаря сдержанным битам, приглушённым клавишным и бэк-вокалу в стиле миллениалов, трек был классифицирован критиками как синти-поп и «поп-R&B». В тексте песни говорится о восстановлении романтических отношений, из-за чего Свифт находится в нерешительности: помириться ли с бывшим партнёром, который её бросил, или отомстить.
Критики сравнили «Imgonnagetyouback» с песней Оливии Родриго «Get Him Back!» (2023), находя сходство между ними. Некоторые посчитали песню ничем не примечательной или недостаточно впечатляющей, в то время как другие оценили её более высоко. В коммерческом плане песня заняла 28-е место в Billboard Global 200 и попала в топ-30 национальных чартов в Австралии, Канаде, Новой Зеландии и США. Песня получила золотой сертификат от Австралийской ассоциации звукозаписывающей индустрии в Австралии. Свифт исполнила песню на акустической гитаре в составе мэшапов из своих песен на двух концертах в рамках своего тура Eras Tour в июле 2024 года.

## Предыстория и релиз
Тейлор Свифт начала работу над своим одиннадцатым оригинальным студийным альбомом The Tortured Poets Department вскоре после завершения предыдущего альбома Midnights (2022). Она продолжила его во время американской части своего Eras Tour в 2023 году, когда тур усилил ее славу, в то время как она переживала интенсивные сообщения в СМИ о своей личной жизни. Свифт назвала альбом «спасательным кругом» для себя и тем, что ей было «необходимо» создать, рассказав, что его создание в какой-то степени напомнило ей о том, что сочинение песен — неотъемлемая часть ее жизни. 31 песня была написана Свифт или написана в соавторстве для The Tortured Poets Department; Джек Антонофф, который работал над всеми альбомами Свифт, начиная с 1989 (2014), сопродюсировал 16 из этих песен, включая «Imgonnagetyouback».

## Композиция
Песня «Imgonnagetyouback» длится 3 минуты 42 секунды и была написана и спродюсирована Свифт и Антоноффом. В ней присутствуют сдержанные биты с влиянием ловушек, приглушённые клавишные и бэк-вокал, который Паоло Рагуза из Consequence описал как «millenial-coded». Критики описали песню как тонкую и «бодрую» и классифицировали её как синти-поп и «поп-R&B». Журналистка Энни Залески назвала трек продолжением «сумрачного электропопа Midnights». Поппи Платт, написавшая для The Daily Telegraph, сравнила его по звучанию с песней Свифт «Call It What You Want» (2017) и треками из её альбома Lover (2019).
Текст песни «Imgonnagetyouback» посвящён размышлениям о том, будет ли возобновление романтических отношений здоровым или нет. В нём Свифт видит шанс на примирение с бывшим партнёром, с которым она рассталась, но она не уверена, приведёт ли это воссоединение к восстановлению прошлых отношений или к новой ссоре между ними. В результате Свифт находится в нерешительности, стоит ли ей воссоединиться с ним или отомстить. По словам Залески, песня тематически совпадает с «поздними размышлениями о прошлом» Midnights. Эшли Иасимоне из Billboard считала, что трек сексуальный, «о соблазнении старого пламени», а Дилан Кикхэм из Elite Daily полагал, что в нём Свифт флиртует с бывшим партнёром, настойчиво добиваясь его возвращения. Журналист Джон Парелес, написавший для The New York Times, описал песню как «отчасти упражнение в игре слов […] с отталкиванием в своей основе». Эмили Бутл из The i Paper сказала, что она включает «фирменные романтические крайности Свифт» и напоминает «фетишизацию хаоса» её песни «Blank Space» (2014).
На протяжении всего трека Свифт в шутливой манере размышляет о своих отношениях с бывшим партнёром, чередуя угрозы отомстить ему и фантазии об их воссоединении. Начинается трек с того, что она рисует яркую картину («Сиреневая короткая юбка, та, что облегает меня как кожа»), а затем говорит: «Я скажу тебе одну вещь, милый/ Я могу сказать, когда кто-то все ещё хочет меня, признайся». В припеве Свифт использует заглавную фразу в качестве двойного смысла, чтобы либо примириться с ним, либо уничтожить его имущество. Джейсон Липшутц из Billboard считает, что какой бы из двух вариантов она ни выбрала, «она выиграет эту битву». В одном из моментов песни Свифт благосклонно сравнивает себя с автомобилем Aston Martin («I’m an Aston Martin that you steared straight into the ditch» — текст, который Бутл интерпретировал как: «You’d ruin me, which’s a shame, because I’m great»). По мере того, как она переходит к заключению, она двигается дальше и начинает все сначала: «Я чувствую, как это происходит, […] [напевая], в том, как ты двигаешься» / «Нажми кнопку перезагрузки, мы становимся чем-то новым» / «Скажи, что у тебя кто-то есть […], [я] скажу: „У меня тоже кто-то есть“» / «Даже если это будет в наручниках, я уйду отсюда с тобой».
Песня «Imgonnagetyouback» получила сравнения с песней Оливии Родриго «Get Him Back!» (2024) от критиков, некоторые из которых считали, что песня вместе со своей темой и чувствами похожа на песню Родриго. Другие же считали, что аспекты трека идентичны «Get Him Back!». Кикхэм обнаружил, что «обе песни основаны на одной и той же игре слов». Нейт Джонс из Vulture написал, что у них почти одинаковая «концепция и поразительное лирическое сходство», но, тем не менее, он заявил, что «это, скорее всего, простой случай параллельного мышления, а не плагиата, тем более что обе песни звучат совершенно одинаково». Хотя Лорен Пакетт-Поуп из Elle считает, что в песнях используется «идентичная игра слов и стиль», она согласна с последним утверждением Джонса, считая, что песни значительно отличаются по звучанию: «Imgonnagetyouback» — «более спокойный, эфирный синти-поп», а «Get Him Back!» — «высокотемповый [и] ударный». С другой стороны, Нина Мияшита и Джона Уотерхаус из Vogue Australia считают, что они различаются «многими творческими способами».

## Отзывы
Некоторые критики сочли песню ничем не примечательной или недостаточно впечатляющей. Джон Вольмахер, написавший для сайта Beats Per Minute, счёл трек немного «банальным» и сразу же пропустил его после многократного прослушивания. Роб Шеффилд из Rolling Stone назвал песню «запоминающейся странностью», похожей на «Get Him Back!», хотя и отметил, что в ней нет той части, где Свифт «встречается с мамой этого парня, чтобы сказать ей, что её сын — отстой». Линн Шарп из Screen Rant сказал, что, помимо «запоминающегося» хука и того, как Свифт исполняет некоторые слова моста, песня «просто хороша, но ничего такого, о чем можно было бы написать дома». Рагуза также считает, что она «просто хороша», хотя и не отличается качеством, объясняя это тем, что в ней используется концепция «Get Him Back!», и что она вместе с бэк-вокалом ощущается как таковая и заслуживает исключения из альбома 1989. Джонс считал, что трек был лишним для включения в двойной альбом .
Некоторые критики были более благосклонны к песне. Джейсон Липшутц из Billboard назвал производство изящным и «трепетным», где Свифт уверенно рассказывает о своих намерениях в треке, а Райан Фиш из The Hollywood Reporter описал песню как «броский» подход Свифт к концепции «Get Him Back!».[36] Кэлли Алгрим из Business Insider рекомендовала ее к прослушиванию.

## Концертные исполнения
5 июля 2024 года Свифт исполнила трек как часть мэшапа с песнями «Dress», «You Are In Love» и «Cowboy Like Me» на Амстердамской остановке тура Eras Tour. Она снова исполнила её в мэшапе со своей песнями «I Don’t Wanna Live Forever», «Loml» и «Don’t You» на концерте в Мюнхене 28 июля.

## Участники записи
По данным Tidal.
- Тейлор Свифт — вокал, автор, продюсер, фортепиано
- Джек Антонофф — продюсер, автор, синтезаторы, программирование, гитары, меллотрон
- Бобби Хоук — струнные
- Шон Хатчинсон — ударные, инжиниринг
- Лаура Сиск — звукоинженер
- Майкл Риддлбергер — звукоинженер
- Оли Джейкобс — звукоинженер
- Джек Мэннинг — ассистент звукоинженера
- Джон Шер — ассистент звукоинженера
- Сербан Генеа — микширование
- Bryce Bordone — микширование
- Рэнди Меррилл — мастеринг
- Райан Смит — мастеринг

## Чарты
| Чарт (2024)                               | Высшая позиция |
| ----------------------------------------- | -------------- |
| Австралия (ARIA)                          | 23             |
| Канада (Billboard Canadian Hot 100)       | 29             |
| Мир (Billboard Global 200)                | 28             |
| Греция (IFPI)                             | 62             |
| Новая Зеландия (Recorded Music NZ)        | 30             |
| Португалия (AFP)                          | 70             |
| Швеция Heatseeker (Sverigetopplistan)     | 3              |
| Швейцария Streaming (Schweizer Hitparade) | 99             |
| Великобритания UK Singles Sales (OCC)     | 61             |
| Великобритания UK Streaming (OCC)         | 32             |
| США (Billboard Hot 100)                   | 26             |

## Сертификации
| Регион                                                                      | Сертификация | Продажи |
| --------------------------------------------------------------------------- | ------------ | ------- |
| Австралия (ARIA)                                                            | Золотой      | 35 000  |
| Данные о продажах + прослушиваниях приведены только на основе сертификации. |              |         |

### Комментарии
1. ↑  В качестве примера Джонс привел слова «Буду ли я твоей женой или разобью твой мотоцикл, я еще не решила» из песни „Imgonnagetyouback“ и «Я хочу открыть ключом его машину; я хочу приготовить ему обед» из песни «Get Him Back!». («Whether I’m gonna be your wife or gonna smash up your bike, I haven’t decided yet» - «I want to key his car; I want to make him lunch»)[25]